# Naturschutzgebiet 'Haspelmoor'
Naturschutzgebiet 'Haspelmoor' este o arie protejată (arie specială de conservare — SAC, sit de importanță comunitară — SCI) din Germania întinsă pe o suprafață de 158,5 ha, integral pe uscat.

## Localizare
Centrul sitului Naturschutzgebiet 'Haspelmoor' este situat la coordonatele 48°13′12″N 11°05′20″E / 48.22°N 11.0889°E.

## Înființare
Situl Naturschutzgebiet 'Haspelmoor' a fost declarat sit de importanță comunitară în martie 2001 pentru a proteja 3 specii de animale. Situl a fost protejat și ca arie specială de conservare în aprilie 2016.

## Biodiversitate
Situată în ecoregiunea continentală, aria protejată conține 5 habitate naturale: Liziere de ierburi înalte hidrofile de câmpie și de nivel montan până la alpin, Fânețe de joasă altitudine (Alopecurus pratensis, Sanguisorba officinalis), Mlaștini oligotrofe degradate, capabile încă de regenerare naturală, Depresiuni pe substraturi de turbă de Rhynchosporion, Mlaștini împădurite.
La baza desemnării sitului se află mai multe specii protejate de  nevertebrate (3): libelule (Leucorrhinia pectoralis), phengaris nausithous (Maculinea nausithous), Vertigo angustior.
Pe lângă speciile protejate, pe teritoriul sitului au mai fost identificate 2 specii de amfibieni, 1 specie de nevertebrate, 1 specie de reptile.